# Kylie Risk
Kylie Risk, född 28 november 1973, är en friidrottare från Australien. Han deltog vid olympiska sommarspelen 1996 och olympiska sommarspelen 2000.